# 松田美子
松田 美子（まつだ みこ、1995年〈平成7年〉10月28日 - ）は、日本の元アイドル、元AV女優、YouTuberである。アイドルとして活動後、AV女優へ転身。2019年のリリースを最後に、AVから離れ、現在はタイで活動している。

## 経歴
難波を拠点にしたアイドルグループとして活動するも、活躍できぬまま卒業。その後タレント活動を経て、2017年7月1日に『NUMBER 01 松田美子』にて芸能人レーベルMUTEKIからAV女優としてデビュー。発売前には週刊ポストでヌードグラビアデビューも果たしている。
発売後、7月度セルAVランキング 単体女優部門売上1位を獲得。その後、週刊誌のヌードグラビアや秋田書店「ヤングチャンピオン烈」でアイドルグラビアなどを経験。
2017年9月、『専属NO.1 STYLE 松田美子エスワンデビュー なにわの国民的アイドルエロス大爆発!4時間×4本番スペシャル』にてS1に移籍。撮影時期としてはMUTEKIから半年間あいている。
講談社「FRIDAY」2017年10月6日号のグラビアでアイドル時代同じ系列グループの先輩だったという三上悠亜と初共演を果たす。同年11月から初の冠テレビ番組となる『みこもこTV』をエンタ!959で開始。
2018年3月14日、三上悠亜、桜もこを加えた3人で「HONEY POPCORN」を結成。韓国でミニアルバム『ビビディバビディブ』を発売し歌手デビューする。2018年12月23日、グループを卒業することをツイッターで発表。
2019年を最後にアダルト作品をリリースしておらず、2021年に発表したYouTube動画で2020年からタイ在住であることを明かした。

## 人物
落ち着いた性格でマイペース。演技が好きでグループ卒業後は芝居のレッスンなどを行っていた。映画鑑賞も趣味の一つ。
中学時代、吹奏楽部で3年間アルトサックスに打ち込み、その後も練習を継続している。器械体操経験があり体はやわらかい。
初体験は18歳。くすぐったがり屋。プロフィールから「大阪」「難波」「豹柄」などのイメージが定番となっているが、AVデビュー後は上京している。

## 作品

### アダルトビデオ
| 発売日   | タイトル | 規格品番  | メーカー       | 備考   |
| 2017年   | 2017年 | 2017年    | 2017年         | 2017年 |
| -------- | --- | --------- | -------------- | ------ |
| 7月1日   | NUMBER 01 | TEK-094   | MUTEKI         |        |
| 8月1日   | NUMBER 02 絶頂×4本番 | TEK-095   | MUTEKI         |        |
| 10月7日  | 専属NO.1 STYLE 松田美子エスワンデビュー なにわの国民的アイドルエロス大爆発!4時間×4本番スペシャル                                                         | SSNI-028  | S1 NO.1 STYLE  |        |
| 11月7日  | 遂に風俗解禁!なにわの国民的アイドルソープ嬢 | SSNI-051  | S1 NO.1 STYLE  |        |
| 12月7日  | 激イキ199回!痙攣3600回!イキ潮2900cc!なにわの国民的アイドル エロス覚醒 はじめての大・痙・攣スペシャル                                                     | SSNI-074  | S1 NO.1 STYLE  |        |
| 2018年   | |           |                |        |
| 1月7日   | 交わる体液、濃密セックス 完全ノーカットスペシャル | SSNI-097  | S1 NO.1 STYLE  |        |
| 2月7日   | 国民的アイドル鬼畜輪姦レ●プ ～肉体接待を強要された屈辱の枕営業～                                                                                         | SSNI-123  | S1 NO.1 STYLE  |        |
| 3月7日   | 国民的アイドル×緊縛解禁 完全緊縛されて無理やり犯されたアイドル                                                                                           | SSNI-149  | S1 NO.1 STYLE  |        |
| 4月7日   | なにわの国民的アイドル理性ブッ飛びオーガズム大爆発！禁欲1ヶ月後の痙攣しまくりエビ反り失神トランスFUCK                                                    | SSNI-174  | S1 NO.1 STYLE  |        |
| 5月8日   | 国民的アイドル脅迫集団痴漢 声も出せない状況でファンに制服を剥ぎ取られる強制挿入レ○プ                                                                     | SSNI-200  | S1 NO.1 STYLE  |        |
| 6月8日   | 激イキし過ぎて人生初の快感お漏らし 大痙攣・大絶頂 大失禁オーガズム                                                                                       | SSNI-225  | S1 NO.1 STYLE  |        |
| 7月7日   | 国民的アイドル プライベート盗撮レ●プ映像 ストーカーに全てを覗かれむっちゃくちゃに犯され続けた全記録                                                      | SSNI-250  | S1 NO.1 STYLE  |        |
| 12月25日 | 禁欲女×絶倫男 ナマで覚醒! 本能剥き出し真正中出し解禁!!                                                                                                   | HND-605   | 本中           |        |
| 12月25日 | もう二度と裏切らないって決めたのに…。 ～夫の取引先に寝取られた人妻～                                                                                     | JUY-706   | マドンナ       |        |
| 12月25日 | 学園祭ダブルNTR ～大好きだった幼馴染を二人同時に寝取られた話～                                                                                           | KAWD-953  | kawaii*        |        |
| 2019年   | |           |                |        |
| 4月1日   | 文京区にある女教師が通う整体セラピー治療院22 | CLUB-549  | 変態紳士倶楽部 |        |
| 4月1日   | ボクの会社のおしゃぶり大好き変態OLはイってもイっても止めないジュポジュポ追撃フェラで何度も射精させてくれる                                               | CLUB-554  | 変態紳士倶楽部 |        |
| 4月25日  | 俺、アイドルの自宅見っけちゃった 家族の留守の3日間を狙って自宅を乗っ取り、強制中出しし続けてアイドル終了させた一部始終。                                 | HND-655   | 本中           |        |
| 7月16日  | 美人妻の猥褻情事 AVに出てしまった若奥さん美子 素のままでイキまくり気持ち良くなって御免なさい!                                                            | MXGS-1110 | MAXING         |        |
| 11月16日 | リアルガチドキュメント 昔アイドルだった彼女が撮影現場だという事を忘れて汁垂らして感じまくりイキまくり自分がスケベ女だと言う事を遂に露呈してしまいました! | MXGS-1125 | MAXING         |        |

### アダルトVR
2018年
- あなたの彼女は国民的アイドル 超至近距離でパンチラダンス誘惑 ずっと密着イチャラブ恋人体験ベロキスSEX（10月19日、S1 VR）

2019年
- HQ超高画質 【文化祭で女装体験VR】 松田美子化粧をしてもらい服を着せ替えられ女子に囲まれ『カワイイッ!』って言われチヤホヤ! さらに! 片思いの美子ちゃんと二人きりになって、こっそり青春H! みんながいない間に座位で! バックで! 正常位で! ナカダシ!（3月22日、SODVR）
- 耳で感じるエロ 聴覚刺激VR（4月5日、SODVR）

### イメージビデオ
- 僕のお嫁さんは松田美子（2018年2月27日、オルスタックソフト販売）

## 出演

### テレビ
- みこもこTV（2017年11月2日 ‐ 2018年12月4日、スカパー!・エンタ!959）

### ウェブテレビ
- 極楽とんぼKAKERUTV（2019年3月14日[12]、AbemaTV）

## 書籍

### 写真集
- 美子（2017年7月5日、双葉社、撮影：上野勇）ISBN 978-4575312782

### 電子写真集
- Metamorphosis（2018年4月6日、GRAPHIS、撮影：KOTA.YANAGISAWA）
- LIMITED EDITION（2018年5月2日、GRAPHIS、撮影：KOTA.YANAGISAWA）

### ポーズ集
- スーパー・ポーズブック ヌード●いろいろな感情表現と動き編（コスミック・アート・グラフィック）（2018年4月24日、コスミック出版）

### トレーディングカード
- ジューシーハニー コレクションカード THE DELUXE 2018（2018年8月26日、ミント）※三上悠亜、桜もこ、桃乃木かなとの共同作品。

### SNS
1. ↑  スカパー！アダルト編集部 [@sptv_adult] (2017年10月18日). "エンタ!959で放送が始まる、『みこもこTV』の収録現場にお邪魔してます". X（旧Twitter）より2021年6月6日閲覧。
2. ↑  松田美子 ツイッター
3. ↑  HONEY POPCORN 松田美子 卒業 - YouTube（2018年12月23日）2021年6月6日閲覧。
4. ↑  Miko channel 【タイ入国】１年ぶりのタイがすごかった - YouTube（2021年4月2日）2021年6月6日閲覧。

## 外部サイト
- 松田美子 (@___m1028) - Instagram
- AV女優情報：松田美子 | S1/エスワン ナンバーワンスタイル OfficialSite
- みこちゃんねる! 松田美子オフィシャルYoutube
- Miko channel - YouTubeチャンネル